# Čeradice
Čeradice (en allemand : Tscheraditz) est une commune du district de Louny, dans la région d'Ústí nad Labem, en République tchèque. Sa population s'élevait à 314 habitants en 2021.

## Géographie
Čeradice se trouve à 5 km au sud-ouest du centre de Žatec, à 23 km à l'ouest-sud-ouest de Louny, à 56 km au sud-ouest d'Ústí nad Labem et à 73 km au nord-ouest de Prague.
La commune est limitée par Nové Sedlo et Libočany au nord, par Žatec à l'est et au sud-est, par Podbořany au sud et à l'ouest.

## Histoire
La première trace écrite du village remonte à l'année 1115.

## Galerie

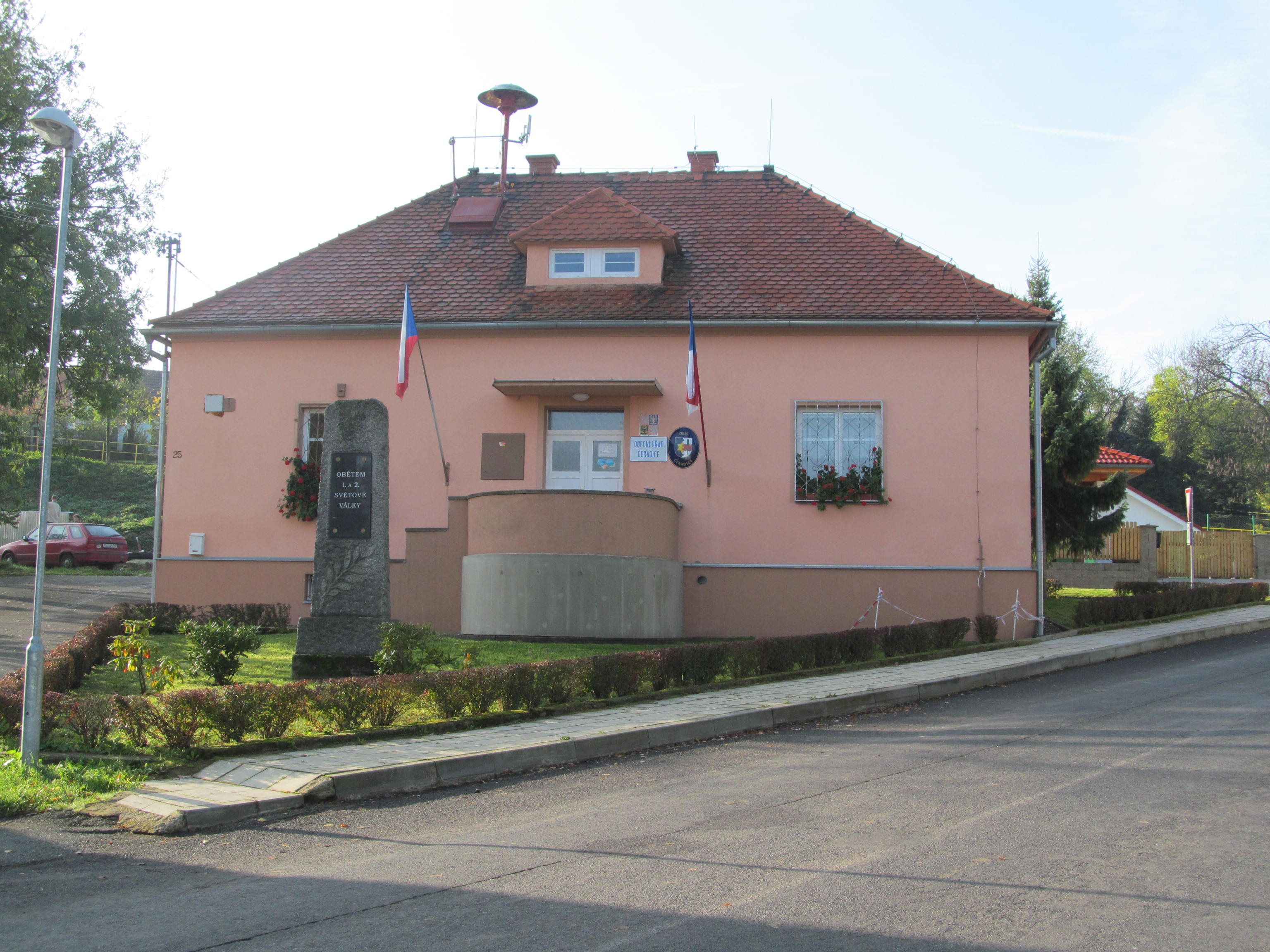
Mairie de Čeradice.
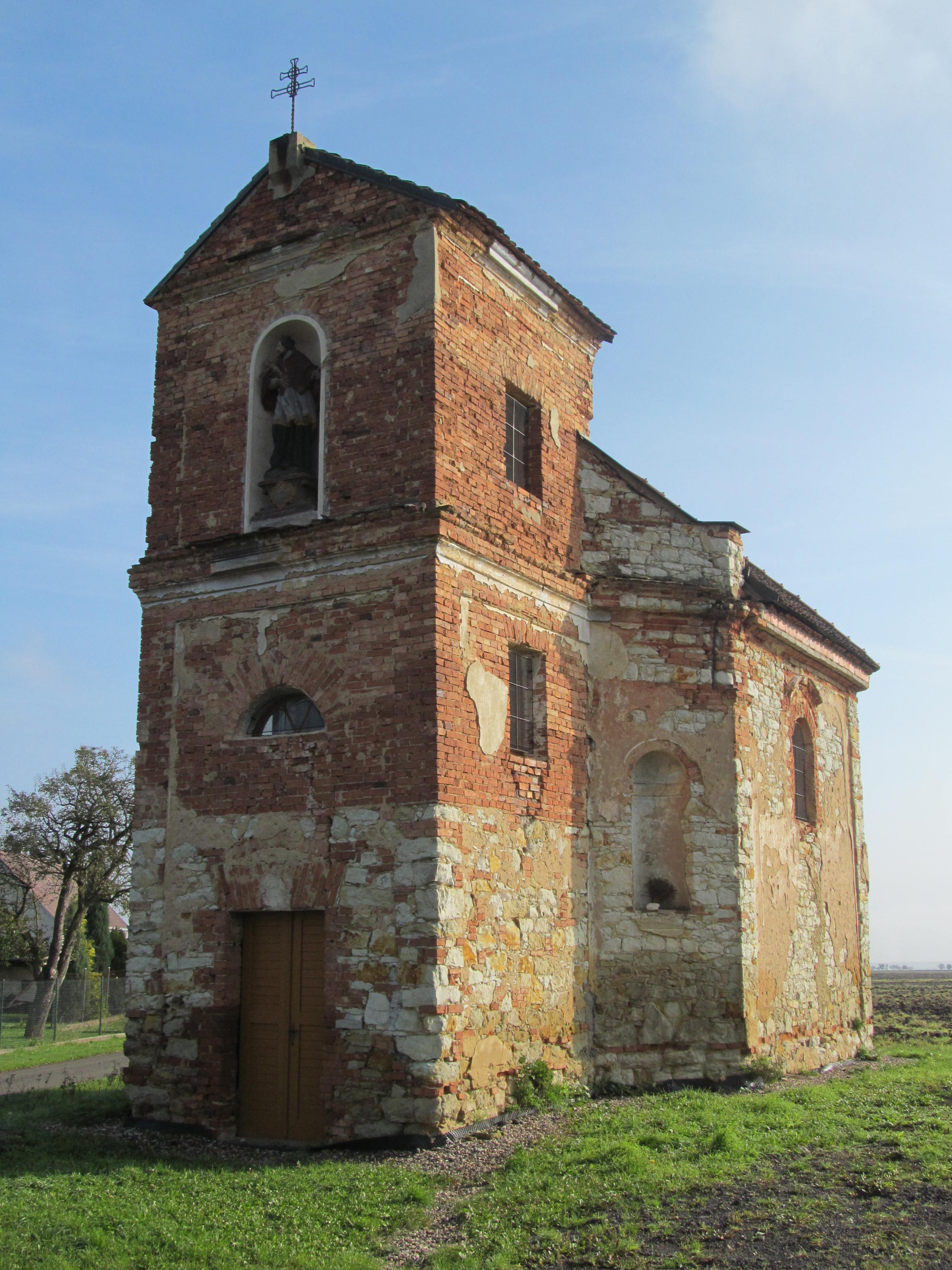
Église Saint-Jean de Népomucène à Kličín.

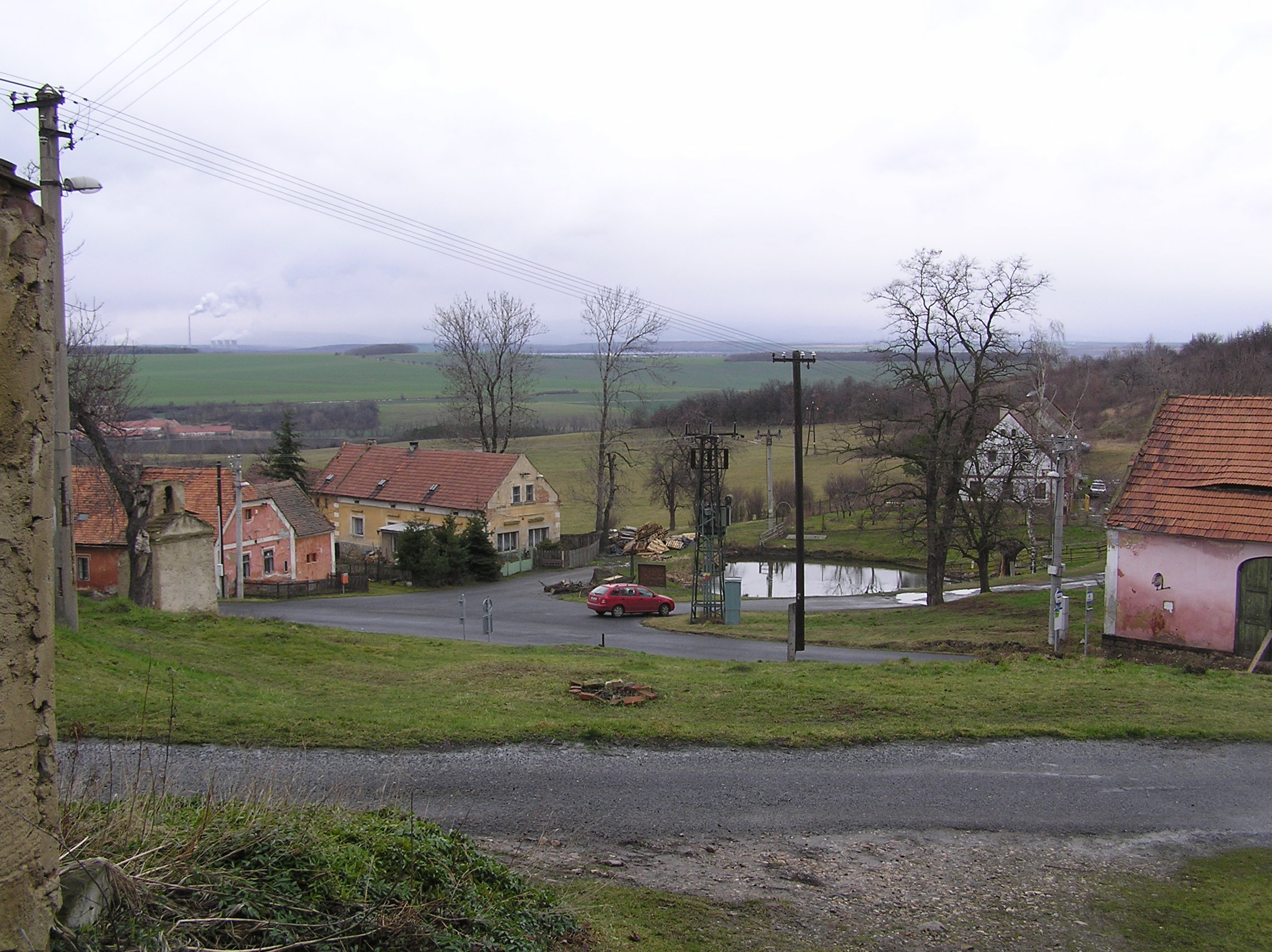
Le hameau de Větrušice.

## Administration
La commune se compose de trois quartiers
- Čeradice
- Kličín
- Větrušice

## Transports
Par la route, Čeradice se trouve à 5 km de Žatec, à 26 km de Louny, à 71 km d'Ústí nad Labem  et à 84 km de Prague.